# Јоанис Митропулос
Јоанис Митропулос (грч. Ιωαννης Μιτροπουλος; 1874. Атина — ?) је био грчки гимнастичар, учесник на првим Олимпијским играма 1896. у Атини.
Митропулос је учествовао у три гимнастичке дисциплине на разбоју екипно и појединачно на разбоју и круговима. Победом на круговима донео је прву златну медаљу Грчкој у гимнастици. Без медаље је остао у дисциплинама разбој појединачно, а његов пласман је непознат. Другу медаљу, бронзану освојио је у екипној конкуренцији као члан екипе Грчког етничког савеза, једне од две грчке екипе у овом такмичењу.